# Charles Barkley
Pour les articles homonymes, voir Barkley.
Charles Wade Barkley, né le 20 février 1963 à Leeds dans l'État de l'Alabama, est un joueur américain de basket-ball jouant au poste d'ailier fort. Il joue au sein de la National Basketball Association (NBA), de 1984 à 2000. Il est aujourd'hui analyste sur Inside the NBA. Surnommé "Chuck", "Sir Charles" et "Round Mound of Rebound", Barkley s’impose comme l’un des ailiers forts les plus dominants de la NBA. Joueur à l’Université d’Auburn, il est sélectionné par les 76ers de Philadelphie en 5e choix de la draft NBA de 1984.
Il est sélectionné au sein de la All-NBA First Team cinq fois, la All-NBA Second Team cinq fois, et une fois à la All-NBA Third Team. Il a participé à onze reprises au NBA All-Star Game et est nommé le Most Valuable Player (MVP) du All-Star en 1991. En 1993 avec les Suns de Phoenix, il est élu MVP de la saison régulière, et pendant le 50e anniversaire de la NBA, nommé au sein des 50 plus grands joueurs de l’histoire de la NBA. Il a participé aux Jeux Olympiques de 1992 et 1996 et a remporté deux médailles d’or, la première remportée avec la Dream Team à Barcelone en 1992 et la deuxième quatre ans plus tard à Atlanta en 1996 ; il est les deux fois le meilleur marqueur de son équipe. Il est, à deux reprises, intronisé au Hall of Fame, en 2006 pour sa carrière individuelle et en 2010 en tant que membre de la "Dream Team".
Bien que plus petit que l'ailier fort traditionnel, Barkley a utilisé sa force et son agressivité pour devenir l’un des rebondeurs les plus dominants de la NBA. Il était un joueur polyvalent qui avait la capacité de marquer, de mener le jeu et de défendre. En 2000, il a pris sa retraite en étant le 4e joueur de l’histoire de la NBA à atteindre 20 000 points, 10 000 rebonds et 4 000 passes décisives. Ils sont aujourd'hui sept joueurs dans l'histoire de NBA à avoir réalisé cette performance avec Barkley : Wilt Chamberlain, Kareem Abdul-Jabbar, Karl Malone, Tim Duncan, Kevin Garnett et LeBron James.
Il est reconnu comme un spécialiste du trash-talking. Il est considéré à ce jour, avec Karl Malone, Kevin Garnett, Dirk Nowitzki et Tim Duncan, comme l'un des meilleurs ailiers forts de l'histoire.
Depuis sa retraite en tant que joueur, Barkley a eu une carrière réussie en tant qu’analyste de la NBA. Il travaille avec Turner Network Television (TNT) aux côtés de Shaquille O'Neal, Kenny Smith et Ernie Johnson, en tant que spécialiste du studio pour la couverture des matchs NBA et est porte-parole de CDW. En outre, Barkley écrit plusieurs livres et montre un intérêt pour la politique. En octobre 2008, il annonce qu’il sera candidat au poste de gouverneur de l’Alabama en 2014, mais il change d’avis en 2010.

## Biographie

### Jeunesse
Barkley est né et a grandi à Leeds, dans l'Alabama, à 16 kilomètres de Birmingham. Il était le premier bébé noir né dans un hôpital de ville entièrement blanc et isolé, et faisait partie du premier groupe d’élèves noirs de son école primaire. Ses parents ont divorcé lorsqu’il était bébé et son père a abandonné la famille. Sa mère se remarie et a eu deux autres fils, Darryl et John Glenn, avec son beau-père, qui est tué dans un accident lorsque Charles avait 11 ans.
Il fréquente le lycée de Leeds. En tant que junior, Barkley mesurait 1,78m et pesait 100 kilogrammes. Cependant, au cours de l’été, Barkley atteint 1,93m et obtient une place de titulaire dans l’équipe comme senior. Il obtient en moyenne 19,1 points et 17,9 rebonds par match et mène son équipe à un bilan de 26-3 en route vers les demi-finales de l’État. Malgré sa progression, Barkley n’attire pas l’attention des recruteurs de l’université jusqu’aux demi-finales d’État, où il marque 26 points contre le joueur le plus en vue, Bobby Lee Hurt. Barkley est recruté par Sonny Smith et se spécialise en gestion d’entreprise pendant ses études à l’université d'Auburn.

### Période universitaire
Barkley a joué au basket-ball universitaire à Auburn pendant trois saisons. Bien qu’il ait lutté pour contrôler son poids, il excelle en tant que joueur et mène la conférence aux rebonds chaque année. Il devient un joueur populaire, excitant les fans avec des dunks et des contres spectaculaires. Il n’est pas rare de voir Barkley saisir un rebond défensif et, au lieu de passer le ballon, dribbler sur toute la longueur du terrain et terminer à l'opposé avec un dunk à deux mains.
Au cours de sa carrière universitaire, Barkley joue au poste de pivot, en dépit d’être plus petit que le pivot moyen. Sa taille, officiellement répertoriée, est de 1,98m, mais est indiquée à 1,93m dans son livre, "II May Be Wrong but I Doubt It". Il est devenu membre de l’équipe Auburn All-Century et détient toujours le record d’Auburn pour le pourcentage aux tirs en carrière avec 62,6%. Il a reçu de nombreux prix, dont Southeastern Conference (SEC) Player of the Year (1984), trois sélections All-SEC et une sélection Second Team All-American. Plus tard, Barkley est nommé Joueur de la décennie de la SEC pour les années 1980 par le Birmingham Post-Herald.
Au cours de sa carrière universitaire de trois ans, Barkley a accumulé en moyenne 14,8 points à 68,2 % au tir, 9,6 rebonds, 1,6 passe décisive et 1,7 contre par match. En 1984, il mène les Tigers à leur premier tournoi NCAA dans l’histoire de l’école et a terminé avec 23 points à 80% au tir, 17 rebonds, 4 passes décisives, 2 interceptions et 2 contres. Auburn a retiré le maillot numéro 34 de Barkley le 3 mars 2001.

### Carrière NBA

#### 76ers de Philadelphie (1984-1992)
Barkley part avant sa dernière année à Auburn et se rend admissible à la draft NBA de 1984. Il est sélectionné avec le 5e choix au premier tour par les 76ers de Philadelphie, deux places après Michael Jordan. Il rejoint une équipe chevronnée qui comprend Julius Erving, Moses Malone et Maurice Cheeks, des joueurs qui ont mené Philadelphie au titre de la NBA en 1983. Sous la tutelle de Malone, Barkley réussit à gérer son poids et apprend à se préparer correctement pour un match et une saison. Il obtient en moyenne 14,0 points et 8,6 rebonds par match pendant la saison régulière et obtient une place dans la All-Rookie Team. Dans les playoffs, les Sixers ont accédé à la finale de la conférence Est, mais sont défaits en cinq matchs par les Celtics de Boston. En tant que rookie dans les séries éliminatoires, Barkley marque 14,9 points par match et capte 11,1 rebonds par match.
Au cours de sa deuxième année, Barkley a amélioré son jeu, sous la direction de Moses Malone pendant l'intersaison avec ses séances d’entraînement, et il est devenu le principal rebondeur de l’équipe et le deuxième marqueur, avec des moyennes de 20,0 points et 12,8 rebonds par match. Il devient l'ailier fort titulaire des Sixers et mène son équipe vers les playoffs 1986, avec des moyennes de 25,0 à 57,8 % et 15,8 rebonds par match en playoffs. Malgré ses efforts, Philadelphie est défait 4-3 par les Bucks de Milwaukee en demi-finale de l’Est. Il est nommé au sein de la All-NBA Second Team.
Avant la saison 1986-1987, Moses Malone est échangé aux Bullets de Washington et Barkley a commencé à prendre le contrôle en tant que leader de l'équipe. Le 4 novembre 1986, Barkley a enregistré 34 points, 10 rebonds et 14 passes décisives dans une défaite 121-125 contre les Pacers de l'Indiana, son premier triple-double. Le 20 mars 1987, Barkley a enregistré 26 points, 25 rebonds, avec 16 rebonds offensifs (record en carrière) et 9 passes décisives dans une victoire 116-106 contre les Nuggets de Denver. Il a remporté son premier et son seul titre de meilleur rebondeur de la saison, avec une moyenne de 14,6 rebonds par match, et mène également la ligue en rebonds offensifs avec 5,7 par match. Il obtient en moyenne 23,0 points à 59,4 % au tir, gagnant son premier voyage à un All-Star Game et une seconde sélection à la All-NBA Second Team. Dans les playoffs 1987, Barkley obtient en moyenne 24,6 points et 12,6 rebonds mais l'équipe s'incline à nouveau face aux Bucks de Milwaukee dans une série de cinq matchs au premier tour.

##### Rôle de franchise player
La saison suivante, Julius Erving annonce sa retraite et Barkley devient le franchise player des Sixers. Jouant en 80 matchs, Barkley a connu sa saison la plus productive, avec une moyenne de 28,3 points à 58,7% au tir et 11,9 rebonds par match. Il participe à son second All-Star Game et est nommé au sein de la All-NBA First Team pour la première fois de sa carrière. Sa célébrité en tant que franchise player des Sixers le conduit à sa première apparition sur la couverture de Sports Illustrated. Toutefois, pour la première fois depuis la saison 1974-1975, les 76ers n’ont pas réussi à atteindre les playoffs NBA. 
Au cours de la saison 1988-1989, Barkley a continué sur la même lancée, affichant en moyenne 25,8 points et 12,5 rebonds par match. Le 30 novembre 1988, Barkley a enregistré 41 points, 22 rebonds, 5 passes décisives et 6 interceptions dans une victoire 114-106 contre les Trail Blazers de Portland. Il a remporté sa 3e participation consécutive au All-Star Game et est nommé dans la All-NBA First Team pour la deuxième saison consécutive. Bien que Barkley ait contribué avec 27,0 points à 64,4 % au tir, 11,7 rebonds et 5,3 passes décisives par match, les 76ers sont balayés au premier tour des playoffs par les Knicks de New York.
Au cours de la saison 1989-1990, même s’il obtient plus de votes en première place, Barkley termine deuxième en termes de votes pour le titre de MVP de la saison régulière, derrière Magic Johnson des Lakers de Los Angeles. Il obtient en moyenne 25,2 points et 11,5 rebonds par match et un record en carrière de 60,0% au tir. Il est nommé dans la All-NBA First Team pour la troisième année consécutive et obtient sa quatrième sélection au All-Star Game. Il aide Philadelphie à remporter 53 matchs dans la saison régulière, mais il perd contre les Bulls de Chicago dans une série de cinq matchs en demi-finale de l’Est. Barkley obtient en moyenne 24,7 points et 15,5 rebonds en séries éliminatoires. 
Sa production statistique se poursuit dans sa septième saison, où il obtient en moyenne 27,6 points à 57,0% au tir et 10,1 rebonds par match. Sa 5e apparition consécutive au All-Star Game est sa meilleure. Il mène l’Est à une victoire 116-114 contre l’Ouest avec 17 points et 22 rebonds, le plus grand nombre de rebonds dans un All-Star Game depuis que Wilt Chamberlain en a enregistré 22 en 1967. Barkley a reçu le titre de MVP du All-Star Game et, à la fin de la saison, est nommé dans la All-NBA First Team pour la quatrième année consécutive. En playoffs, Philadelphie perd de nouveau contre Michael Jordan et les Bulls de Chicago en demi-finales de conférence, avec Barkley contribuant avec 24,9 points et 10,5 rebonds par match.

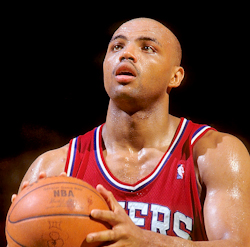
Charles Barkley en 1991.

La saison 1991-1992 est la dernière année de Barkley à Philadelphie. Lors de sa dernière saison, il portait le numéro 32 au lieu de 34 pour honorer Magic Johnson, qui avait annoncé avant le début de la saison qu’il était séropositif au VIH. Bien que les 76ers aient initialement retiré le numéro 32 en l’honneur de Billy Cunningham, ils autorisent Barkley à le porter. Réagissant aux inquiétudes selon lesquelles les joueurs pourraient contracter le VIH par contact avec Johnson, Barkley déclare : « Nous ne faisons que jouer au basket-ball. Ce n’est pas comme si nous allions faire l’amour sans protection avec Magic."
Dans sa dernière saison avec les Sixers, avec une moyenne de 23,1 points et 11.1 rebonds par match, Barkley fait sa 6e apparition consécutive au All-Star Game et est nommé dans la All-NBA Second Team, sa septième apparition consécutive dans une All-NBA Team. Il termine sa carrière à Philadelphie classé 4e meilleur marqueur de l'histoire de la franchise (14 184), 3e en moyenne de points (23,3 par match), 3e en rebonds (7 079), 8e en passes décisives (2 276) et 2e au pourcentage de tir (57,6%). Il mène Philadelphie au rebond et au pourcentage au tir pendant sept saisons consécutives et au scoring pendant six années consécutives. Cependant, Barkley a exigé un transfert après que les Sixers n’aient pas réussi à accéder aux playoffs avec un bilan de 35-47. Barkley avait d’abord été échangé aux Lakers de Los Angeles avant la fin de la saison, mais les 76ers ont fini par retirer leur accord quelques heures plus tard. Le 17 juillet 1992, il est officiellement échangé aux Suns de Phoenix en échange de Jeff Hornacek, Tim Perry et Andrew Lang.
Pendant les huit saisons de Barkley à Philadelphie, il devient un des rares joueurs de la NBA à avoir une figure d’action produite par une ligne de jouets. Il a aussi sa propre ligne de chaussures avec Nike. Son franc-parler et son jeu agressif entraînent certains incidents sur le terrain, notamment une bagarre avec Bill Laimbeer des Pistons de Détroit en 1990, qui récolte une amende record de 162 500$.

##### Incident du crachat
Le 26 mars 1991, lors d’un match contre les Nets du New Jersey, Barkley a tenté de cracher sur un fan qui avait prétendument chahuté des insultes raciales, mais sa salive est finalement arrivé sur une jeune fille. Rod Thorn, le président des opérations de la NBA à l’époque, a suspendu Barkley pour un match et lui a imposé une amende de 10 000 $ pour avoir craché et en avoir abusé verbalement. C’est devenu une histoire nationale et Barkley est vilipendé pour cela. Toutefois, Barkley finit par développer une amitié avec la jeune fille et sa famille. Il s’excuse et, entre autres, leur fournit des billets pour des matchs futurs.

#### Suns de Phoenix (1992-1996)

##### Titre de MVP et Finales NBA (1992-1993)
Le transfert avec Phoenix au cours de la saison 1992-1993 se passe bien pour Barkley et les Suns. Dans son premier match avec les Suns, Barkley enregistre presque un triple-double après avoir accumulé 37 points, 21 rebonds (dont 12 rebonds offensifs) et 8 passes décisives dans une victoire 111-105 contre les Clippers de Los Angeles. Il obtient en moyenne 25,6 points, 12,2 rebonds et un record en carrière de 5,1 passes décisives par match, ce qui mène les Suns à un bilan de 62-20. Pour ses efforts, Barkley a remporté le titre de MVP de la ligue et est sélectionné pour jouer son septième All-Star Game consécutif. Il a même conduit Phoenix à sa première apparition en finale NBA depuis 1976. Malgré la proclamation de Barkley à Michael Jordan, disant que les Suns étaient "destinés" à remporter le titre lors des finales 1993, ils sont défaits en six matchs par les Bulls de Chicago. Il obtient en moyenne 26,6 points et 13,6 rebonds par match pendant toute la campagne de playoffs, y compris 27,3 points, 13,0 rebonds et 5,5 passes décisives par match tout au long des Finales NBA. Dans le quatrième match de la finale, Barkley a enregistré un triple-double après avoir marqué 32 points, 12 rebonds et 10 passes décisives.
En raison de graves dorsalgies, Barkley a commencé à spéculer que la saison 1993-1994 serait sa dernière à Phoenix. Jouant à travers les pires problèmes de blessure de sa carrière, Barkley a réussi à enregistrer 21,6 points et 11,2 rebonds par match. Il est sélectionné pour son 8e All-Star Game consécutif, mais n’y joue pas en raison d’une déchirure du tendon au quadriceps droit, et est nommé au All-NBA Second Team. Alors que Barkley se remet de sa blessure, les Suns obtiennent un bilan de 56-26 et atteignent les demi-finales de la Conférence Ouest. Malgré une avance de 2 à 0 dans la série, les Suns perdent en sept matchs contre les futurs champions, les Rockets de Houston, menés par Hakeem Olajuwon. Malgré ses blessures, dans le match 3 du premier tour contre les Warriors de Golden State, Barkley marque 23 de ses 31 tentatives et termine avec 56 points, soit le plus 3e plus haut total jamais enregistré en playoffs NBA. 
Après avoir envisagé de prendre sa retraite pendant l'intersaison, Barkley est revenu pour sa onzième saison et a continué de se battre contre des blessures. Il a lutté pendant la première moitié de la saison, mais a réussi à s’améliorer progressivement, obtenant sa neuvième apparition consécutive dans le All-Star Game. Il obtient en moyenne 23 points et 11,1 rebonds par match, tout en menant les Suns à un bilan de 59-23. En playoffs 1995, malgré une avance de 3-1 dans la série, les Suns ont encore une fois perdu contre les Rockets de Houston, futur double champions, en sept matchs. Barkley obtient en moyenne 25,7 points et 13,4 rebonds par match dans les séries éliminatoires, mais est limité dans le match 7 des demi-finales par une blessure à la jambe.

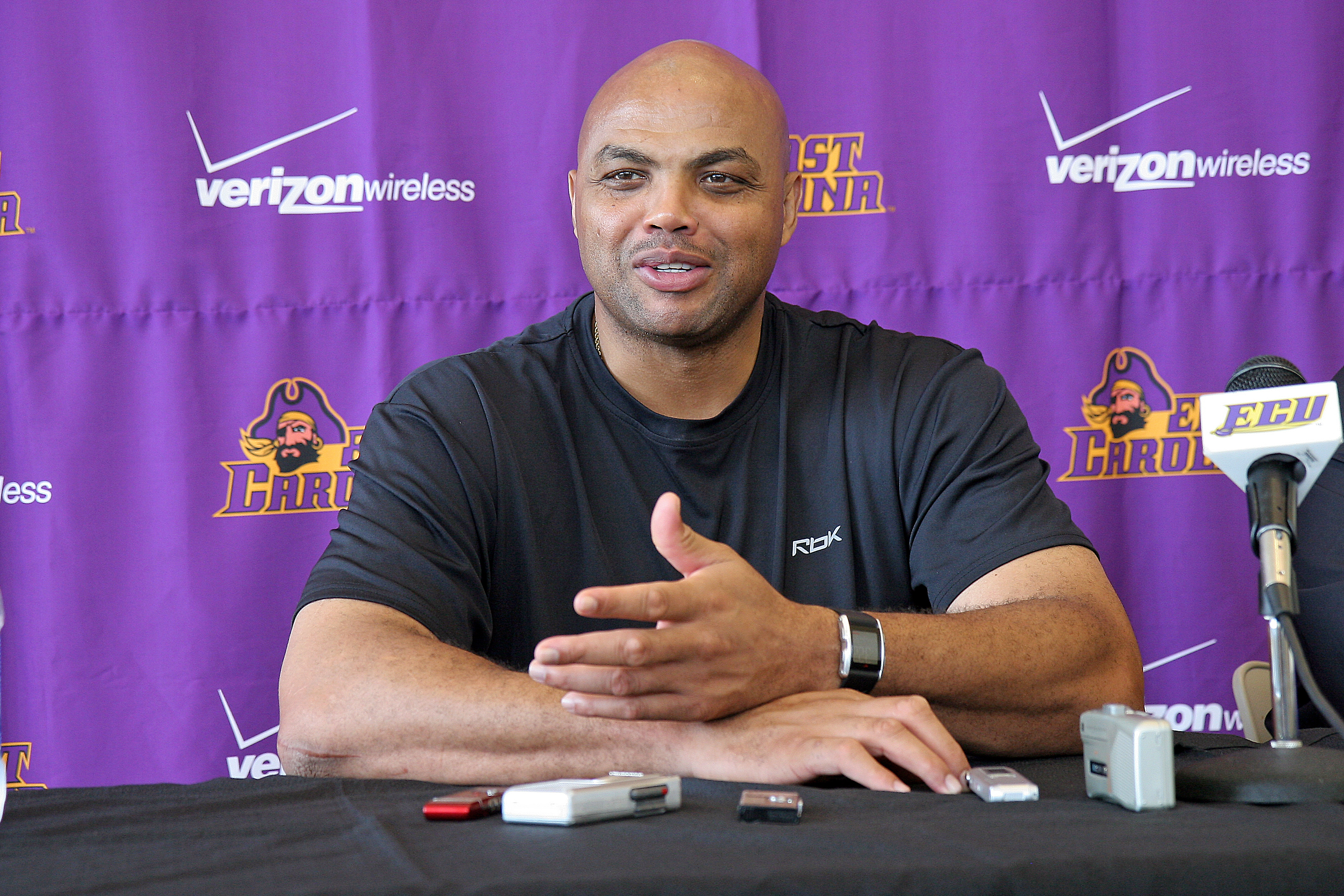
Charles Barkley en 2008.

La saison 1995-1996 est la dernière de Barkley avec les Suns. Il mène l’équipe à la marque, aux rebonds et aux interceptions, avec une moyenne de 23,3 points, 11,6 rebonds et un record en carrière de 77,7 % au lancer franc. Il participe à son 10e All-Star Game de suite, en obtenant le plus de votes parmi les joueurs de la conférence Ouest et obtient son 18e triple-double en carrière le 22 novembre 1995. Il devient également le 10e joueur de l’histoire de la NBA à atteindre 20 000 points et 10 000 rebonds en carrière. Dans les playoffs, Barkley affiche en moyenne 25,5 points et 13,5 rebonds par match dans une défaite en quatre matchs au premier tour contre les Spurs de San Antonio. Après que les Suns aient terminé la saison avec un bilan de 41-41 et une défaite en séries éliminatoires au premier tour, Barkley est échangé aux Rockets de Houston en échange de Sam Cassell, Robert Horry, Mark Bryant et Chucky Brown.
Au cours de sa carrière avec les Suns, Barkley a excellé, en étant sélectionné au sein d'un All-NBA Team et d'une sélection au All-Star Game dans chacune de ses quatre saisons.

#### Rockets de Houston (1996-2000)
L’échange avec les Rockets au cours de la saison 1996-1997 est la dernière chance de Barkley de remporter un titre de champion NBA. Il rejoint à une équipe chevronnée qui comprend deux des 50 plus grands joueurs de la NBA, Hakeem Olajuwon et Clyde Drexler. Pour commencer la saison, Barkley est suspendu pour l’ouverture de la saison et reçoit une amende de 11 000 $ pour avoir combattu Charles Oakley lors d’un match de pré-saison le 25 octobre 1996. Après qu’Oakley ait commis une faute flagrante sur Barkley, Barkley répond en bousculant Oakley. Dans son premier match avec les Rockets, Charles Barkley établit un nouveau record en carrière avec 33 rebonds face aux Suns de Phoenix. Il continue de subir des blessures tout au long de la saison et ne joue que 53 matchs, manquant 14 matchs à cause d’une lacération et d’une contusion au bassin gauche, 11 matchs à cause d’une entorse à la cheville droite et quatre à cause de suspensions. Il devient le deuxième meilleur marqueur de l’équipe, avec une moyenne de 19,2 points, la première fois depuis son année rookie qu’il a en moyenne moins de 20 points par match. Avec Olajuwon prenant la plupart des tirs, Barkley a un rôle axé principalement sur le rebond, en prenant 13,5 par match, la deuxième meilleure moyenne de sa carrière. Les Rockets terminent la saison régulière avec un bilan de 57-25 et se qualifient pour la finale de la conférence Ouest, où ils sont défaits en six matchs par le Jazz de l'Utah. Barkley obtient en moyenne 17,9 points et 12,0 rebonds par match durant ces playoffs.
La saison 1997-1998 est une autre année marquée par les blessures pour Barkley. Il accumule en moyenne 15,2 points et 11,7 rebonds par match. Les Rockets terminent la saison avec un bilan de 41-41 et sont éliminés en cinq matchs par le Jazz lors du premier tour des playoffs. Limité par les blessures, Barkley a joué quatre matchs dans la série et a atteint en moyenne 9,0 points en carrière et 5,3 rebonds en 21,8 minutes par match. 
Pendant la saison écourtée par le lock-out en 1998, Barkley a disputé 42 matchs en saison régulière et a atteint 16,1 points et 12,3 rebonds par match. Il est devenu le deuxième joueur de l’histoire de la NBA, après Wilt Chamberlain, à accumuler 23 000 points, 12 000 rebonds et 4 000 passes décisives dans sa carrière. Les Rockets ont terminé la saison avec un bilan de 31-19 et se sont qualifiés pour les playoffs. Lors de sa dernière participation aux playoffs, Barkley obtient en moyenne 23,5 points et 13,8 rebonds par match dans une défaite contre les Lakers de Los Angeles. Il a terminé sa carrière de playoffs avec une moyenne de 23 points, 12,9 rebonds et 3,9 passes décisives par match en 123 joués.
La saison 1999-2000 fût la dernière année de Barkley au sein de la NBA. Barkley affiche des moyennes de 14,5 points et 10,5 rebonds par match. Avec Shaquille O'Neal, Barkley est éjecté d’un match du 10 novembre 1999 contre les Lakers de Los Angeles, à la suite d'une altercation. La saison et la carrière de Barkley semblent avoir pris fin à l’âge de 36 ans, après avoir rompu son tendon du quadriceps gauche le 8 décembre 1999 à Philadelphie, où sa carrière a commencé. Refusant de laisser sa blessure être la dernière image de sa carrière, Barkley revient après quatre mois pour un dernier match. Le 19 avril 2000, dans un dernier match à domicile contre les Grizzlies de Vancouver, Barkley marque un panier sur un rebond offensif, une marque de fabrique au cours de sa carrière. Il prend sa retraite à l'issue de la saison, après 16 saisons passées au sein de la ligue.

### Carrière internationale
Bob Knight a invité Barkley à faire partie de l’équipe masculine de basketball des États-Unis pour les Jeux olympiques d’été de 1984. Il a fait tout le chemin jusqu’aux dernières coupes, mais n’a pas été sélectionné pour intégrer l’équipe aux JO. Selon Knight, Barkley est laissé de côté à cause d’une mauvaise défense.
Barkley a participé aux Jeux olympiques de 1992 et 1996 et a remporté deux médailles d’or avec les États-Unis. Les règles internationales qui empêchaient auparavant les joueurs de la NBA de jouer aux Jeux Olympiques sont modifiées en 1992, permettant à Barkley et ses collègues de la NBA de participer aux Jeux olympiques pour la première fois. Le résultat est la Dream Team, qui remporte l'intégralité de ses matchs de qualification et olympiques. L’équipe obtient un record olympique de 117,3 points par match et remporte ses matchs avec une moyenne de 43,8 points d'écart. Barkley mène l’équipe avec 18,0 points à 71,1% au tir et établit un record olympique avec 30 points dans une victoire de 127-83 contre le Brésil. Barkley participe également à un mauvais moment des Jeux olympiques de 1992 lorsqu’il a intentionnellement mis un coup de coude au joueur angolais, Herlánder Coimbra, dans la poitrine au cours d’une déroute de 116-48 de cette équipe.
Aux Jeux olympiques d’été d’Atlanta de 1996, Barkley mène l’équipe aux points et rebonds. Il obtient en moyenne 12,4 points à 81,6% au tir, établissant un record olympique chez les américains. En outre, il contribue également avec 6,6 rebonds par match. Sous la direction de Barkley, l’équipe a encore une fois établi une compétition parfaite avec 8 victoires, sans défaite et remporté la médaille d’or.

### Carrière post-joueur

#### Analyste NBA
Connu pour son humour et ses railleries sur le terrain (trash talking), et jamais avare d'un bon mot pour les journalistes, Barkley se reconvertit comme analyste pour la chaîne de télévision Turner Network Television (TNT), depuis 2000. Il apparaît sur la couverture de la NBA lors des émissions d’avant-match et de mi-temps, en plus des événements spéciaux de la NBA. Il travaille aussi occasionnellement comme analyste en bord de terrain. Il fait partie de l’équipe sur Inside the NBA, un spectacle d’après-match au cours duquel Barkley, Ernie Johnson, Kenny Smith et Shaquille O'Neal récapitulent et commentent les matchs de la NBA qui ont eu lieu au cours de la journée et aussi sur les affaires générales de la NBA.

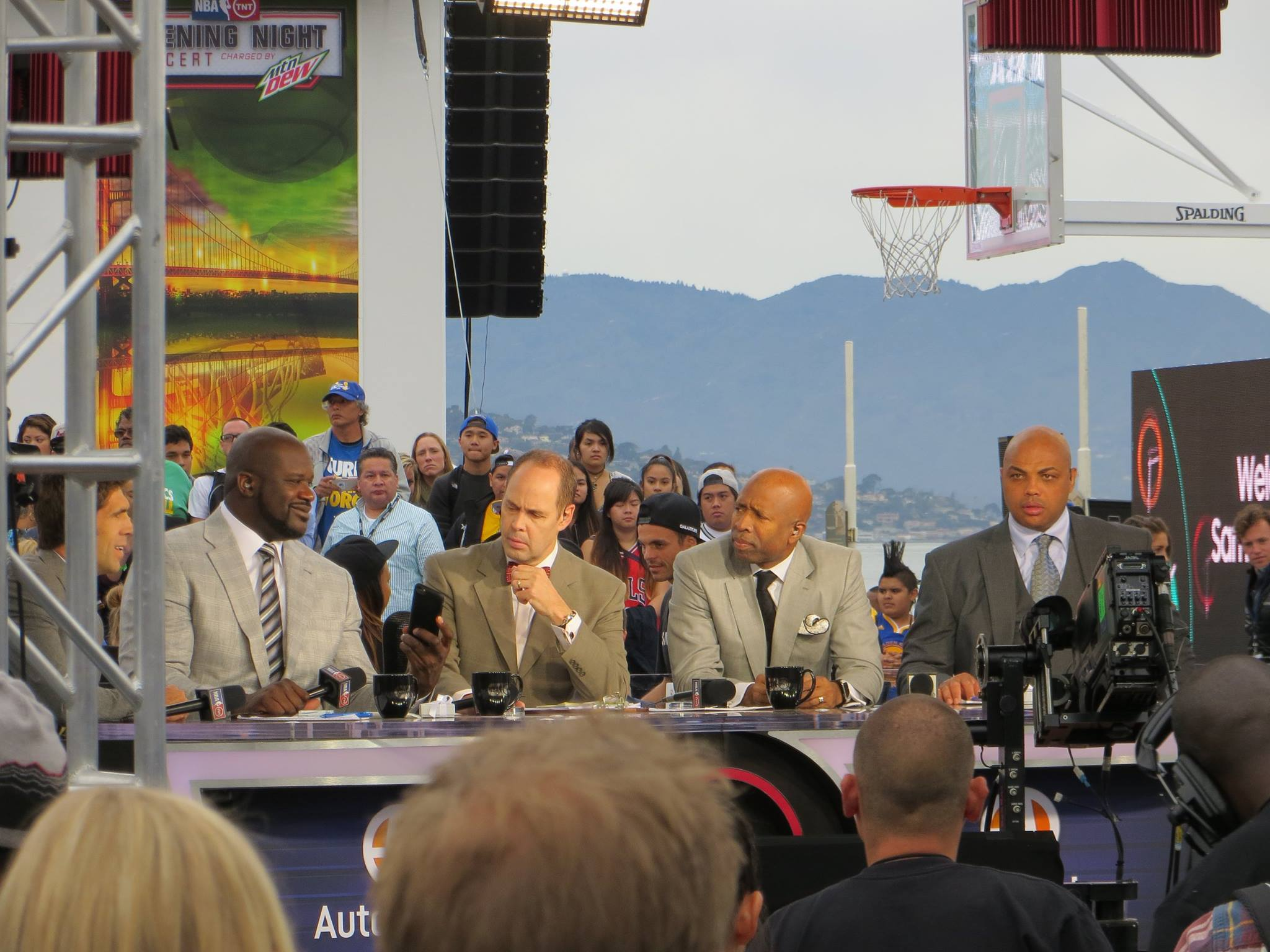
Barkley et son équipe dInside the NBA en 2015.

Au fil du temps il va devenir réputé pour ses avis très tranchés et sa franchise. Il garnit chaque semaine la NBA d'anecdotes, comme lors d'une émission au côté de Kenny Smith en 2002. Après avoir vu les quatre premiers matchs de la recrue des Houston Rockets, Yao Ming, que ce dernier termina avec 4 et 8 points et deux fois sans le moindre point, Barkley est tellement persuadé que le jeune pivot chinois, pourtant dominant dans la ligue chinoise de basketball, n'est pas un bon joueur, qu'il déclare à l'antenne « que si Yao Ming marque 19 points dans un match, il embrassera les fesses de Kenny Smith ». Dix jours après cette déclaration, Yao Ming score 20 points à 9/9 au tir. Barkley respecte son pari, mais est victime d'une plaisanterie et doit embrasser le postérieur d'un âne nommé Kenny, comme son homologue présentateur Kenny Smith.
Après de nombreuses saisons à commenter en tant que spécialiste de la NBA, il est en 2012 désigné commentateur sportif préféré des américains[réf. nécessaire]. Charles Barkley a suscité de multiples polémiques à ce poste, notamment en qualifiant Michael Jordan de mauvais propriétaire de franchise, en qualifiant Demarcus Cousins de « pire chose qui soit jamais arrivée à Sacramento » quand il est drafté ou encore en critiquant LeBron James.
Au cours de la diffusion d’un match, dans lequel Barkley était en bord de terrain avec Marv Albert, Barkley blague concernant à l’âge de l'arbitre, Dick Bavetta. Albert a répondu à Barkley, "Je crois que Dick vous battrait dans une course à pied." En réponse à cette remarque, Barkley est allé défier Bavetta à une course lors du All-Star Game 2007 pour 5 000 $. Le gagnant reversait ensuite le gain à une association de bienfaisance de son choix. La NBA a accepté de présenter un montant supplémentaire de 50 000 $, et TNT a ajouté 25 000 $. Le duo a couru pendant trois longueurs et demie du terrain de basket-ball jusqu’à ce que Barkley gagne. Après l’événement, les deux se sont embrassés dans un spectacle de bon esprit sportif.
De plus, depuis 2011, Barkley est analyste pour la couverture conjointe du tournoi de basket-ball de la division I masculin de la NCAA entre TNT et CBS. Barkley a diffusé tous les Final Four depuis 2011.
Barkley a annoncé en novembre 2012 qu’il envisageait de se retirer de la radiodiffusion, mais après avoir encore répété qu’il prévoyait prendre sa retraite en 2016, il a signé un autre contrat avec TNT. Plus tard, il a dit qu’il voulait prendre sa retraite à l’âge de 60 ans en 2023.
En juillet 2016, il est annoncé que Barkley animerait une émission non scénarisée de six épisodes intitulée The Race Card. Le spectacle est rebaptisé American Race et est présenté sur TNT le 11 mai 2017.

#### Jeux d'argent
Barkley est connu pour son addiction aux jeux d'argent. Dans une interview de 2007 avec ESPN, Barkley a révélé qu’il avait perdu environ 10 millions de dollars par le jeu. De plus, il admet également avoir perdu 2,5 millions de dollars en six heures, en jouant au blackjack. Bien que Barkley admette ouvertement son problème, il prétend qu’il n’est pas grave, car il peut se permettre de supporter le manque. Lorsqu’Ernie Johnson, un autre radiodiffuseur de TNT, a abordé la question, Barkley a répondu : « Ce n’est pas un problème. Si vous êtes un toxicomane ou un alcoolique, ce sont des problèmes. Je joue pour trop d’argent. Tant que je peux continuer à le faire, je ne pense pas que ce soit un problème. Est-ce que je pense que c’est une mauvaise habitude ? Oui, je pense que c’est une mauvaise habitude. Vais-je continuer à le faire ? Oui, je vais continuer à le faire. »
Malgré de grandes pertes, Barkley affirme également avoir gagné à plusieurs reprises. Lors d’un voyage à Las Vegas, il prétend avoir gagné 700 000 $ en jouant au blackjack et en pariant sur les Colts d’Indianapolis pour vaincre les Bears de Chicago dans le Super Bowl XLI. Il a poursuivi en disant : « Peu importe combien je gagne, ce n’est pas beaucoup. C’est seulement beaucoup quand je perds. Et vous perdez toujours. C’est amusant, c’est excitant. Je vais continuer à le faire, mais je dois arriver à un point où je n’essaie pas de casser le casino car c'est impossible."
En mai 2008, le casino de Wynn Las Vegas a déposé une plainte civile contre Barkley, alléguant qu’il avait omis de payer une dette de 400 000 $ découlant d’octobre 2007. Barkley a répondu en prenant le blâme pour laisser le temps s’écouler sur le remboursement de la dette et a rapidement payé le casino. Après avoir remboursé sa dette, Barkley a déclaré lors d’une émission d’avant-match sur TNT, "Je dois arrêter de jouer... Je ne vais plus jouer. Pour l’instant, dans un an ou deux, je ne vais pas jouer... Ce n’est pas parce que je peux me permettre de perdre de l’argent que je dois le faire. »

#### Politique
Barkley a parlé pendant de nombreuses années de son affiliation au Parti républicain. En 1995, il envisage de se présenter comme candidat républicain au poste de gouverneur de l’Alabama aux élections de 1998. Cependant, en 2006, il a modifié sa position politique, affirmant que « j’étais républicain jusqu’à ce qu’ils perdent la tête ». Lors d’une réunion en juillet 2006 de la Southern Regional Conference of the National School Boards Association à Destin, en Floride, Barkley a prêté foi à l’idée de se présenter au poste de gouverneur de l’Alabama.

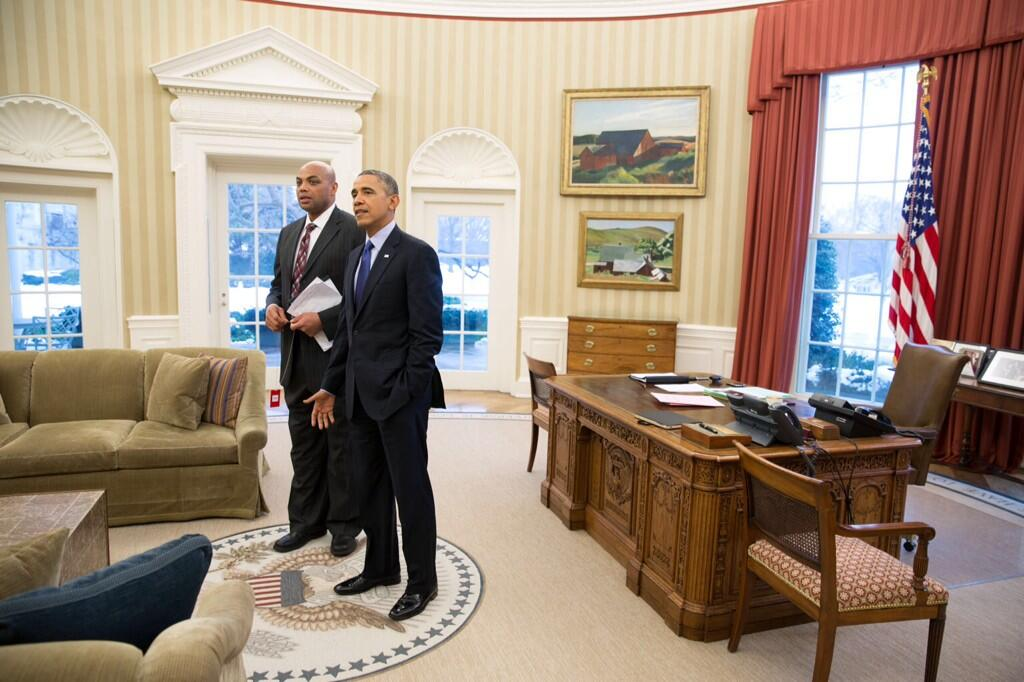
Barkley avec le président Barack Obama à la Maison-Blanche.

En septembre 2006, Barkley a de nouveau réitéré son désir de se porter candidat au poste de gouverneur. « Je ne peux pas me présenter avant 2014... Je dois vivre là-bas pendant sept ans, alors je cherche une maison là-bas en ce moment même. » En juillet 2007, il a réalisé une vidéo faisant état de son soutien à Barack Obama lors de l’élection présidentielle de 2008. En septembre 2007, lors d’une émission diffusée, Barkley a annoncé qu’il avait acheté une maison en Alabama pour satisfaire aux exigences de résidence pour une campagne de 2014 pour le poste de gouverneur. De plus, Barkley se déclare indépendant et non démocrate.
En février 2008, M. Barkley a annoncé qu’il serait candidat au poste de gouverneur de l’Alabama en 2014 en tant qu’indépendant. Le 27 octobre 2008, il a annoncé officiellement sa candidature au poste de gouverneur dans une entrevue accordée à CNN, affirmant qu’il avait l’intention de se présenter aux élections de 2014, mais il a commencé à renoncer à cette idée dans une entrevue accordée le 24 novembre 2009 au Jay Leno Show. En 2010, il a confirmé qu’il ne se présentait pas en 2014. En août 2015, Barkley a annoncé son soutien au républicain John Kasich lors de l’élection présidentielle de 2016.
Barkley est un ardent défenseur des droits des homosexuels. En 2006, il a déclaré à Fox Sports : « Je suis un grand défenseur du mariage gay. S’ils veulent se marier, que Dieu les bénisse. »

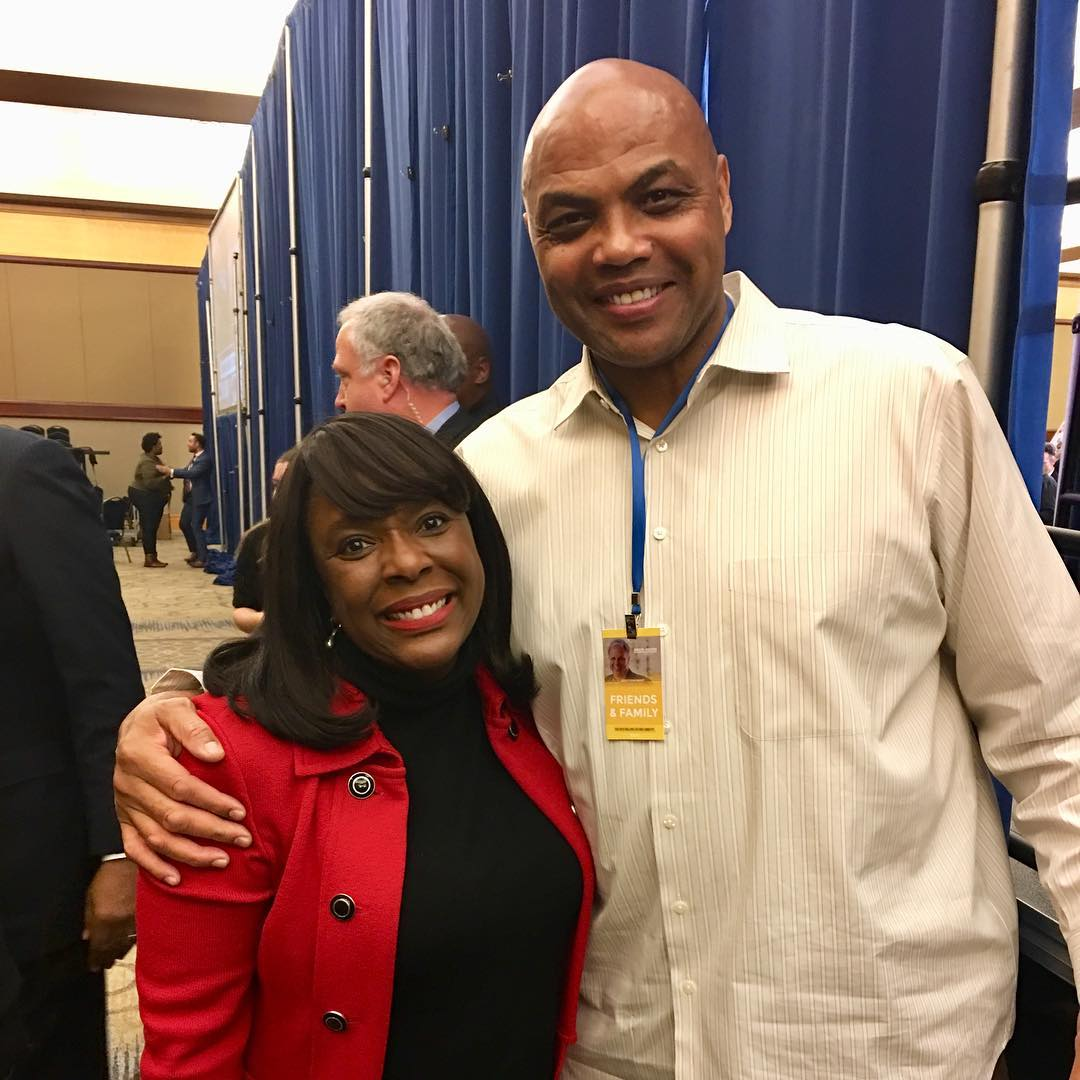
La députée, Terri Sewell et Charles Barkley en 2017.

Barkley est également connu comme critique du président Donald Trump, dès sa nomination républicaine à l’élection présidentielle américaine de 2016. Avant que Trump ne remporte les primaires républicaines cette année-là, Barkley a exprimé son dégoût pour les mots et les messages que Trump a promus tout au long de la course présidentielle. En septembre 2017, lorsque le président Trump a appelé l’ancien quarterback des 49ers de San Francisco, Colin Kaepernick, pour son agenouillement pendant l’hymne national des États-Unis, au cours de la saison 2016 de la NFL, Barkley a exprimé sa déception à l’égard du président Trump (toutefois Barkley a déclaré qu’il ne soutient pas complètement les athlètes qui s’agenouillent pendant l’hymne national en guise de protestation). En décembre 2017, Barkley se moque du projet de loi fiscal du président Trump, qu’il a qualifié de favorable aux riches.
Barkley a soutenu le démocrate Doug Jones lors de l’élection du Sénat des États-Unis en Alabama en 2017. Pendant les élections sénatoriales en Alabama, Barkley a noté que le concurrent de Jones, Roy Moore, était un embarras pour l’État.
Dans une interview avec Brandon Robinson sur le podcast Scoop B Radio, Barkley a déclaré que s’il régnait sur le monde pour un jour, il se débarrasserait des deux républicains et démocrates parce que "ils sont tous deux affreux", ajoutant : « Ils se battent tout le temps comme des petits enfants."

#### Livres
- 1991 : Outrageous, avec Roy S. Johnson.
- 2002 : I May Be Wrong, But I Doubt It
- 2005 : Who’s Afraid of a Large Black Man ?

#### Télévision
- 1991 : Hot Shots! de Jim Abrahams : lui-même.
- 1993 : Allô maman, c'est Noël de Tom Ropelewski : lui-même.
- 1997 : Space Jam de Joe Pytka : lui-même.
- 1998 : V.I.P. - Saison 1, Épisode 8 : lui-même.
- 2000 : He Got Game de Spike Lee : lui-même.
- 2012 : Thunderstruck de John Whitesell : lui-même.
- 2015 : Suits - Saison 5, Épisode 3 : lui-même.
- 2017 : Modern Family - Saison 8, Épisode 16 : lui-même.
- 2019 : Les Goldberg - Saison 6, Épisode 12 : Neilo Green.
- 2023 : King Charles sur CNN, co-animateur avec Gayle King

#### Culture populaire
Des jeux vidéo de basket-ball sont édités en référence à son nom : 
- Barkley: Shut Up and Jam!
- Barkley: Shut Up and Jam! 2

## Statistiques
Légende :
| MVP de la saison | Leader de la ligue |

### Saison régulière
Gras : Ses meilleures performances
| Saison        | Équipe        | Matchs | Titul. | Min./m | % Tir | % 3pts | % LF | Rbds/m. | Pass/m. | Int/m. | Ctr/m. | Pts/m. |
| ------------- | ------------- | ------ | ------ | ------ | ----- | ------ | ---- | ------- | ------- | ------ | ------ | ------ |
| 1984-1985     | Philadelphie  | 82     | 60     | 28.6   | .545  | .167   | .733 | 8.6     | 1.9     | 1.2    | 1.0    | 14.0   |
| 1985-1986     | Philadelphie  | 80     | 80     | 36.9   | .572  | .227   | .685 | 12.8    | 3.9     | 2.2    | 1.6    | 20.0   |
| 1986-1987     | Philadelphie  | 68     | 62     | 40.3   | .594  | .202   | .761 | 14.6    | 4.9     | 1.8    | 1.5    | 23.0   |
| 1987-1988     | Philadelphie  | 80     | 80     | 39.6   | .587  | .280   | .751 | 11.9    | 3.2     | 1.3    | 1.3    | 28.3   |
| 1988-1989     | Philadelphie  | 79     | 79     | 39.1   | .579  | .216   | .753 | 12.5    | 4.1     | 1.6    | .9     | 25.8   |
| 1989-1990     | Philadelphie  | 79     | 79     | 39.1   | .600  | .217   | .749 | 11.5    | 3.9     | 1.9    | .6     | 25.2   |
| 1990-1991     | Philadelphie  | 67     | 67     | 37.3   | .570  | .284   | .722 | 10.1    | 4.2     | 1.6    | .5     | 27.6   |
| 1991-1992     | Philadelphie  | 75     | 75     | 38.4   | .552  | .234   | .695 | 11.1    | 4.1     | 1.8    | .6     | 23.1   |
| 1992-1993     | Phoenix       | 76     | 76     | 37.6   | .520  | .305   | .765 | 12.2    | 5.1     | 1.6    | 1.0    | 25.6   |
| 1993-1994     | Phoenix       | 65     | 65     | 35.4   | .495  | .270   | .704 | 11.2    | 4.6     | 1.6    | .6     | 21.6   |
| 1994-1995     | Phoenix       | 68     | 68     | 35.0   | .486  | .338   | .748 | 11.1    | 4.1     | 1.6    | .7     | 23.0   |
| 1995-1996     | Phoenix       | 71     | 71     | 37.1   | .500  | .280   | .777 | 11.6    | 3.7     | 1.6    | .8     | 23.2   |
| 1996-1997     | Houston       | 53     | 53     | 37.9   | .484  | .283   | .694 | 13.5    | 4.7     | 1.3    | .5     | 19.2   |
| 1997-1998     | Houston       | 68     | 41     | 33.0   | .485  | .214   | .746 | 11.7    | 3.2     | 1.0    | .4     | 15.2   |
| 1998-1999     | Houston       | 42     | 40     | 36.3   | .478  | .160   | .719 | 12.3    | 4.6     | 1.0    | .3     | 16.1   |
| 1999-2000     | Houston       | 20     | 18     | 31.0   | .477  | .231   | .645 | 10.5    | 3.2     | .7     | .2     | 14.5   |
| Carrière      | Carrière      | 1 073  | 1 012  | 36.7   | .541  | .266   | .735 | 11.7    | 3.9     | 1.5    | .8     | 22.1   |
| All-Star Game | All-Star Game | 11     | 7      | 23.2   | .495  | .250   | .625 | 6.7     | 1.8     | 1.3    | .4     | 12.6   |

### Playoffs
| Saison   | Équipe       | Matchs | Titul. | Min./m | % Tir | % 3pts | % LF | Rbds/m. | Pass/m. | Int/m. | Ctr/m. | Pts/m. |
| -------- | ------------ | ------ | ------ | ------ | ----- | ------ | ---- | ------- | ------- | ------ | ------ | ------ |
| 1985     | Philadelphie | 13     | 13     | 31.4   | .540  | .667   | .733 | 11.1    | 2.0     | 1.8    | 1.2    | 14.9   |
| 1986     | Philadelphie | 12     | 12     | 41.4   | .578  | .067   | .695 | 15.8    | 5.6     | 2.3    | 1.3    | 25.0   |
| 1987     | Philadelphie | 5      | 5      | 42.0   | .573  | .125   | .800 | 12.6    | 2.4     | .8     | 1.6    | 24.6   |
| 1989     | Philadelphie | 3      | 3      | 45.0   | .644  | .200   | .710 | 11.7    | 5.3     | 1.7    | .7     | 27.0   |
| 1990     | Philadelphie | 10     | 10     | 41.9   | .543  | .333   | .602 | 15.5    | 4.3     | .8     | .7     | 24.7   |
| 1991     | Philadelphie | 8      | 8      | 40.8   | .592  | .100   | .653 | 10.5    | 6.0     | 1.9    | .4     | 24.9   |
| 1993     | Phoenix      | 24     | 24     | 42.8   | .477  | .222   | .771 | 13.6    | 4.3     | 1.6    | 1.0    | 26.6   |
| 1994     | Phoenix      | 10     | 10     | 42.5   | .509  | .350   | .764 | 13.0    | 4.8     | 2.5    | .9     | 27.6   |
| 1995     | Phoenix      | 10     | 10     | 39.0   | .500  | .257   | .733 | 13.4    | 3.2     | 1.3    | 1.1    | 25.7   |
| 1996     | Phoenix      | 4      | 4      | 41.0   | .443  | .250   | .787 | 13.5    | 3.8     | 1.0    | 1.0    | 25.5   |
| 1997     | Houston      | 16     | 16     | 37.8   | .434  | .289   | .769 | 12.0    | 3.4     | 1.2    | .4     | 17.9   |
| 1998     | Houston      | 4      | 0      | 21.8   | .522  | .000   | .571 | 5.3     | 1.0     | 1.3    | .0     | 9.0    |
| 1999     | Houston      | 4      | 4      | 39.3   | .529  | .286   | .667 | 13.8    | 3.8     | 1.5    | .5     | 23.5   |
| Carrière | Carrière     | 123    | 108    | 39.4   | .513  | .255   | .717 | 12.9    | 3.9     | 1.6    | .9     | 23.0   |

## Palmarès

### Équipe nationale
- Médaille d'or aux Jeux olympiques d'été de 1992 et aux Jeux olympiques d'été de 1996.

### En NBA
- Finales NBA contre les Bulls de Chicago en 1993 avec les Suns de Phoenix.
- 1 × Champion de la Conférence Ouest : 1993 avec les Suns de Phoenix.
- 1 × Champion de la Division Atlantique : 1990 avec les 76ers de Philadelphie.
- 2 × Champion de la Division Pacifique : 1993 et 1995 avec les Suns de Phoenix.
- Vainqueur de l'Open McDonald's 1993 avec les Suns de Phoenix.

### Distinctions personnelles
- 1 × NBA Most Valuable Player de la saison régulière : 1993.
- 5 × All-NBA First Team : 1988, 1989, 1990, 1991 et 1993.
- 5 × All-NBA Second Team : 1986, 1987, 1992, 1994, 1995.
- 1 × All-NBA Third Team : 1996.
- 1 × NBA All-Rookie First Team : 1985.
- 11 × sélectionné au NBA All-Star Game.
- 1 × NBA All-Star Game Most Valuable Player Award : 1991.
- 1 × Best NBA Player ESPY Award : 1994.
- 1 × MVP de l'Open McDonald's : 1993.
- 4 × Joueur du mois de la NBA : janvier 1987, novembre 1988, décembre 1992 et février 1996.
- 1 × Meilleur rebondeur NBA en 1987 (14,6 rebonds par match).
- 3 × Joueur ayant pris le plus de rebonds offensifs : 1987 (390), 1988 (385), et en 1989 (403).
- 2 × Meilleur ratio offensif sur le terrain (Offensive Rating) : 1989 (127,1), et en 1990 (127,9).
- 1 × Joueur ayant tenté le plus de lancers francs : 1988 (951).
- 1 × Joueur ayant perdu le plus de ballons (turnovers) : 1986 (350).
- 1 × Joueur ayant commis le plus de fautes personnelles : 1986 (333).
- 3 × IBM Award : 1986, 1987 et 1988.
- Sélectionné parmi les 50 meilleurs joueurs de l'histoire de la NBA en 1996.
- Élu Naismith Memorial Hall of Fame en 2006.
- Son maillot, le no 34, est retiré par les 76ers de Philadelphie et par les Suns de Phoenix.

### Records en NBA
- Au moins 20 points, 5 rebonds et 5 passes décisives dans un match sans rater un seul tir ni un seul lancer franc.
- Plus grand nombre de lancers-francs réussis en une mi-temps en playoffs : 19.
- Plus grand nombre de lancers-francs tentés sur une série de sept matchs : 100.
- Plus grand nombre de rebonds offensifs pris en une mi-temps : 13.
- Plus grand nombre de rebonds offensifs pris en un quart-temps : 11.
- Plus grand nombre de saisons consécutives avec un double-double de moyenne : 15.
- Parmi les joueurs qui ont réalisé le plus de triple-double en carrière, 20 en saison régulière et 4 en playoffs.
- Parmi les joueurs qui ont réalisé le plus de double-double en carrière, 690 en saison régulière.

## Records

### Records en match
Les records personnels de Charles Barkley, officiellement recensés par la NBA sont les suivants :
| Type de statistique        | Saison régulière | Saison régulière          | Saison régulière | Playoffs | Playoffs                    | Playoffs      |
| Type de statistique        | Record           | Adversaire                | Date             | Record   | Adversaire                  | Date          |
| -------------------------- | ---------------- | ------------------------- | ---------------- | -------- | --------------------------- | ------------- |
| Points                     | 47               | @ Hawks d'Atlanta         | 9 février 1988   | 56       | @ Warriors de Golden State  | 4 mai 1994    |
| Paniers marqués            | 18               | 2 fois                    | 2 fois           | 23       | @ Warriors de Golden State  | 4 mai 1994    |
| Paniers tentés             | 30               | 3 fois                    | 3 fois           | 31       | @ Warriors de Golden State  | 4 mai 1994    |
| Paniers à 3 points réussis | 6                | @ Heat de Miami           | 22 février 1989  | 4        | @ Trail Blazers de Portland | 2 mai 1995    |
| Paniers à 3 points tentés  | 11               | @ Raptors de Toronto      | 2 décembre 1996  | 8        | @ Trail Blazers de Portland | 2 mai 1995    |
| Lancers francs réussis     | 22               | Bullets de Washington     | 20 décembre 1995 | 19       | SuperSonics de Seattle      | 5 juin 1993   |
| Lancers francs tentés      | 27               | Bullets de Washington     | 20 décembre 1995 | 22       | SuperSonics de Seattle      | 5 juin 1993   |
| Rebonds offensifs          | 16               | 2 fois                    | 2 fois           | 11       | 2 fois                      | 2 fois        |
| Rebonds défensifs          | 25               | @ Suns de Phoenix         | 2 novembre 1996  | 17       | 4 fois                      | 4 fois        |
| Rebonds totaux             | 33               | @ Suns de Phoenix         | 2 novembre 1996  | 24       | SuperSonics de Seattle      | 5 juin 1993   |
| Passes décisives           | 14               | @ Pacers de l'Indiana     | 4 novembre 1986  | 12       | Bullets de Washington       | 27 avril 1986 |
| Interceptions              | 7                | 4 fois                    | 4 fois           | 7        | Spurs de San Antonio        | 13 mai 1993   |
| Contres                    | 7                | Trail Blazers de Portland | 28 novembre 1986 | 6        | @ Bucks de Milwaukee        | 24 avril 1987 |
| Balles perdues             | 10               | Nets du New Jersey        | 27 mars 1987     | 9        | Bucks de Milwaukee          | 30 avril 1991 |
| Minutes jouées             | 58               | Lakers de Los Angeles     | 12 novembre 1996 | 53       | @ Bulls de Chicago          | 13 juin 1993  |

- Double-double : 778 (690 en saison régulière, 88 en playoffs) (au 19/04/2000)
- Triple-double : 24 (20 en saison régulière, 4 en playoffs incluant 1 en Finales NBA) (au 19/04/2000).

## Salaires
| Année       | Équipe       | Salaire      |
| ----------- | ------------ | ------------ |
| 1984-1985   | Philadelphie | 307 000 $    |
| 1985-1986   | Philadelphie | 437 500 $    |
| 1987-1988   | Philadelphie | 822 500 $    |
| 1988-1989   | Philadelphie | 1 536 000 $  |
| 1989-1990   | Philadelphie | 3 000 000 $  |
| 1990-1991   | Philadelphie | 2 900 000 $  |
| 1991-1992   | Philadelphie | 3 200 000 $  |
| 1992-1993   | Phoenix      | 2 420 000 $  |
| 1993-1994   | Phoenix      | 3 250 000 $  |
| 1994-1995   | Phoenix      | 4 030 000 $  |
| 1995-1996   | Phoenix      | 4 760 000 $  |
| 1996-1997   | Houston      | 4 695 000 $  |
| 1997-1998   | Houston      | 2 250 000 $  |
| 1998-1999   | Houston      | 1 000 000 $  |
| 1999-2000   | Houston      | 9 000 000 $  |
| Total Gains |              | 43 608 000 $ |

## Pour approfondir